# Triguico
El triguico, también denominado triguico picao es un plato típico de Villena y del Alto Vinalopó en general, similar al blat picat que se consume en algunas comarcas de la Comunidad Valenciana. Es uno de los platos más tradicionales y sus ingredientes se aparecen recitados en la Jota de Villena.
El triguico se elabora con trigo picado, cerdo, alubias, pencas, nabos y patata. Es un plato de origen árabe, elaborado en un principio con pollo o cordero y al que se le añadió posteriormente la patata para hacerlo más nutritivo. La denominación de triguico picao (es decir, «picado») se debe a que el trigo, tras estar en remojo, se añade picado en un mortero, añadiendo un poco de harina para espesar.